# Agàmia

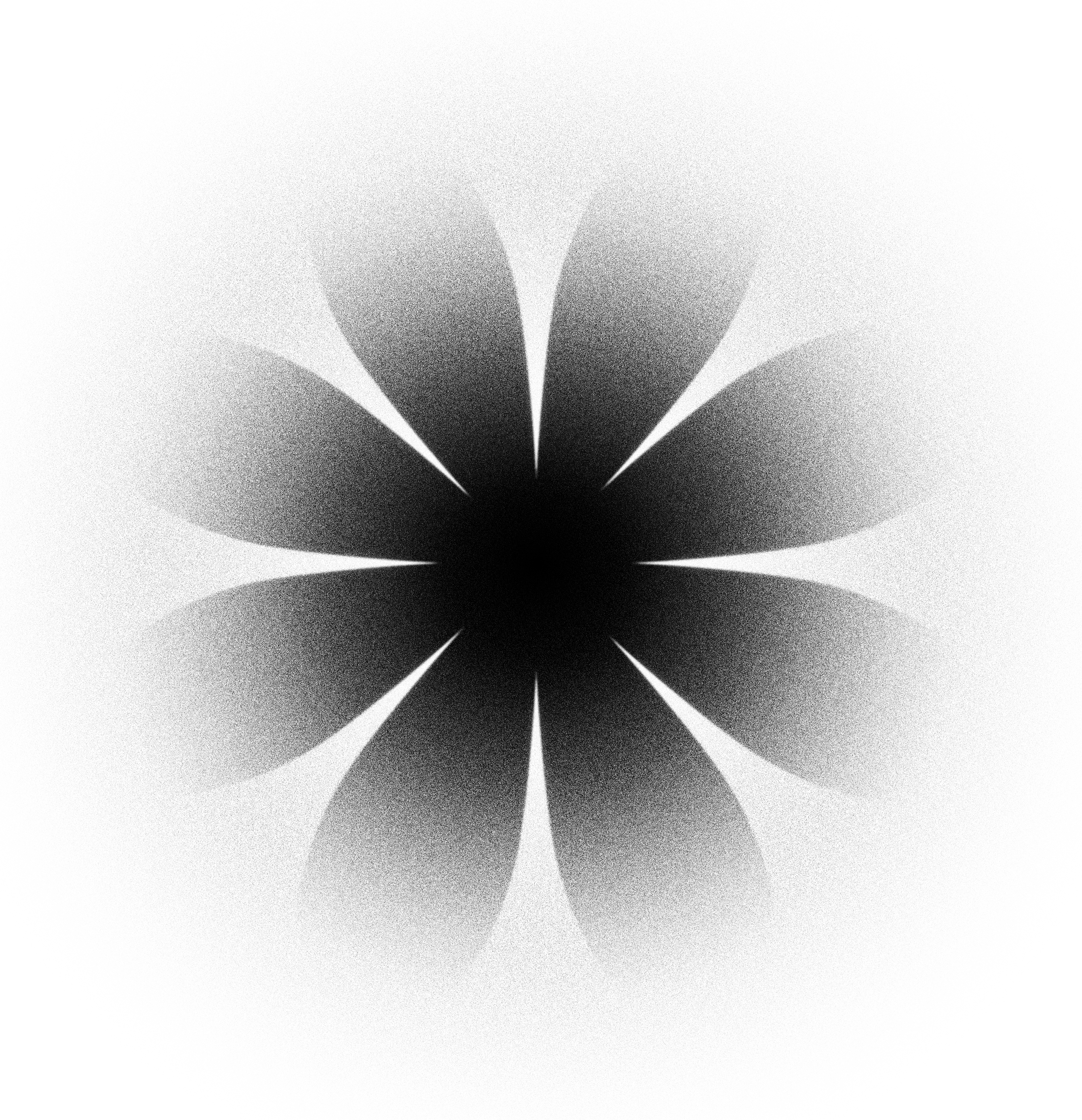
El símbol de l'agàmia està format per un espai central negre que representa el subjecte i per línies blanques que parteixen d'ell expandint-se i ocupant tot l'espai. Aquestes línies no representen vincles entre subjectes individuals, com a la daina, sinó vincles entre el subjecte i el seu entorn integral.

En antropologia, l'agàmia és l'absència de regulacions específiques que prohibeixin o autoritzin el matrimoni entre individus de determinats grups. En biologia, el seu significat es relaciona amb la reproducció asexual o sense gàmetes. Així, en relació amb la ginecologia i l'obstetrícia, també pot significar manca d'òrgans sexuals o de reproducció sexual.
Generalment, l'agàmia es troba a les societats àgrafes on ha estat suprimida alguna de les regles, endogàmia o exogàmia, que obligaven els seus membres a casar-se amb individus de certs grups socials. En certes èpoques, fins i tot, s'ha considerat com a sinònim de l'estat de celibat.